# ティトゥス・メネニウス・ラナトゥス (紀元前477年の執政官)
ティトゥス・メネニウス・ラナトゥス（ラテン語: Titus Menenius Lanatus、- 紀元前476年）は共和政ローマ初期の政治家・軍人。紀元前477年に執政官（コンスル）を務めた。

## 家族
ラナトゥスの父は紀元前503年の執政官アグリッパ・メネニウス・ラナトゥスであり、祖父のプラエノーメン（第一名、個人名）はガイウスである。息子には紀元前440年の執政官ルキウス・メネニウス・アグリッパ・ラナトゥス、紀元前439年の執政官アグリッパ・メネニウス・ラナトゥスがいる。

## 経歴
ラナトゥスは紀元前477年に執政官に就任。同僚執政官はガイウス・ホラティウス・プルウィッルスであった。元老院はラナトゥスに対し、ウェイイと戦うファビウス氏族を支援するように命令した。このときファビウス氏族はウェイイ近くに野営地を設営していた。もう一人の執政官プルウィッルスはウォルスキとの戦いを指揮することとなった。
ファビウス氏族の軍がクレメラ川近くでウェイイの待ち伏せ攻撃にあったとき、ラナトゥスは戦略的地位を失うことなくこの戦いの流れを変えられるほどに近くにいたにもかかわらず、救援に失敗した。ファビウス軍が壊滅してしまっただけでなく（クレメラ川の戦い）、ウェイイ軍はそのままローマに侵攻した。これを阻止しようとしたラナトゥスも敗北、ウェイイ軍はローマに近いヤニクルムの丘を占領した。もう一人の執政官プルウィッルスがローマに呼び戻された。プルウィッルスはヤニクルムのウェイイ軍に勝利はしたものの、決定的なものではなく、翌年の執政官がようやくウェイイ軍をローマ領土から駆逐した。
紀元前476年、ラナトゥスの執政官任期が完了して退官すると、護民官クィントゥス・コンシディウスとティトゥス・ゲヌキウスが、前年の軍事作戦の不手際、特にファビウス氏族を壊滅させてしまったことに対して告訴した。しかしながら、ティトゥス・リウィウスによれば、実際の理由はラナトゥスが紀元前486年に執政官スプリウス・カッシウス・ウェケッリヌスが提案して以来プレブス（平民）が求めていた公有地分配法に対して（ウェケッリヌスは翌年死刑となっている）、ラナトゥスが反対であったためとしている。元老院は、数年前のコリオラヌスのときと同様にラナトゥスを擁護し、また彼の父が紀元前494年の聖山事件（プレブスの離反）の解決に大きな役割を果たしていたことも、彼に有利に作用した。
リウィウスによれば、ラナトゥスは死刑も追放刑もまぬがれ、罰金2000アスが言い渡された。しかし、この屈辱に耐えることができず、ラナトゥスはまもなく病を得て死亡したとする（ディオニュシオスによれば、食を断って自決したとしている）。しかし、カッシウス・ディオはラナトゥスは死刑となったとしている（執政官のことを「lender」と呼んでいるので、非常に古い資料を基にしていると思われる）。

## 参考資料
- ハリカルナッソスのディオニュシオス『ローマ古代誌』
- ティトゥス・リウィウス『ローマ建国史』
- カッシウス・ディオ『ローマ史』